# Spechbach-le-Haut
Pour les articles homonymes, voir Spechbach.
Spechbach-le-Haut est une ancienne commune française située dans le département du Haut-Rhin, en région Grand Est. 
Cette commune se trouve dans la région historique et culturelle d'Alsace et est devenue, le 1er janvier 2016, une commune déléguée de la commune nouvelle de Spechbach.

## Géographie
Située à proximité du canal du Rhône au Rhin qui emprunte à cet endroit la vallée de la Largue, à 7 km d'Altkirch, 10 km de Dannemarie, 22 km de Thann et 16 km de Mulhouse, la commune doit son nom, comme sa voisine Spechbach-le-Bas, au ruisseau (Krebsbach) qui coule à proximité, affluent de la Fensch.
Spechbach-le-Haut, comme Spechbach-le-Bas et Saint-Bernard, se situe sur un territoire composé essentiellement de champs, mais aussi de prairies et de forêts.

## Histoire
Spechbach-le-Haut, qui apparaît sous la dénomination « Spechbach » en 1302, et vers 1340 sous celle d'« Oberspechbach », a fait partie du comté de Ferrette jusqu'au traité de Westphalie. Au sud-ouest du village, on a trouvé des traces  d'une voie romaine.
L'église est dédiée à saint Martin et possède une statue de la Vierge, qui fut trouvée là, dans un massif de buis. Elle a donné naissance à un pèlerinage à Notre-Dame de la Forêt Noire (zur Mutter Gottes im finstern Wald) ; la tradition en fait remonter l'origine au XIVe siècle. Devant la porte principale de l'église, on voit la station équestre de saint Martin ; elle provient d'un vœu fait par des jeunes gens dans un moment de danger imminent. Son érection date de 1617. Le presbytère a été construit par Kléber.
Le village a probablement été fondé à l’époque franque comme la plupart des paroisses ayant pour patron saint Martin. Un document portant la date du 21 juin 823 et citant pour la première fois le village confirme qu’il était administré par l’abbaye bénédictine de Masevaux. Au Moyen Âge, Spechbach-le-Haut est placé sous la juridiction de la seigneurie de Thann qui appartient aux contes de Ferrette puis au duc de Habsbourg à partir de 1324. L’église, dont il ne reste que le clocher et la chapelle de la Vierge, est mentionnée dès 1302. La nef fut reconstruite en 1860.
On peut trouver des bunkers de la Première Guerre mondiale aux abords des chemins et dans les sous-bois, construits par les Allemands pour assiéger les trois villages (Spechbach-le-Haut, Spechbach-le-Bas et Saint-Bernard).
La commune a été décorée le 2 novembre 1921 de la croix de guerre 1914-1918.
Depuis le 1er janvier 2016, les communes de Spechbach-le-Haut et de Spechbach-le-Bas ont fusionné pour devenir Spechbach.

### Héraldique
| Blason de Spechbach-le-Haut | Les armes de Spechbach-le-Haut se blasonnent ainsi : « D'or au marteau d'azur, la panne à dextre, emmanché de gueules, posé en pal. » |

Armoiries créées en 1973. Le marteau qui était déjà l'emblème de Spechbach-le-Haut avant cette date porte les couleurs des armoiries de la famille de Reinach qui possédait au XVIe siècle des biens dans ce village.

## Politique et administration

### Liste des maires
| Période                                  | Période  | Identité     | Étiquette | Qualité |
| ---------------------------------------- | -------- | ------------ | --------- | ------- |
| mars 2001                                | En cours | Paul Stoffel |           |         |
| Les données manquantes sont à compléter. |          |              |           |         |

### Budget et fiscalité 2015
En 2015, le budget de la commune était constitué ainsi :
- total des produits de fonctionnement : 532 000 €, soit 801 € par habitant ;
- total des charges de fonctionnement : 408 000 €, soit 615 € par habitant ;
- total des ressources d'investissement : 216 000 €, soit 326 € par habitant ;
- total des emplois d'investissement : 102 000 €, soit 326 € par habitant ;
- endettement : 572 000 €, soit 861 € par habitant.

Avec les taux de fiscalité suivants :
- taxe d'habitation : 16,98 % ;
- taxe foncière sur les propriétés bâties : 13,56 % ;
- taxe foncière sur les propriétés non bâties : 63,38 % ;
- taxe additionnelle à la taxe foncière sur les propriétés non bâties : 50,60 % ;
- cotisation foncière des entreprises : 20,87 %.

## Démographie
L'évolution du nombre d'habitants est connue à travers les recensements de la population effectués dans la commune depuis 1793. À partir du 1er janvier 2009, les populations légales des communes sont publiées annuellement dans le cadre d'un recensement qui repose désormais sur une collecte d'information annuelle, concernant successivement tous les territoires communaux au cours d'une période de cinq ans. 
Pour les communes de moins de 10 000 habitants, une enquête de recensement portant sur toute la population est réalisée tous les cinq ans, les populations légales des années intermédiaires étant quant à elles estimées par interpolation ou extrapolation. Pour la commune, le premier recensement exhaustif entrant dans le cadre du nouveau dispositif a été réalisé en 2005,.
En 2013, la commune comptait 642 habitants, en évolution de +0,94 % par rapport à 2008 (Haut-Rhin : +1,54 %, France hors Mayotte : +2,49 %).
| 1793 | 1800 | 1806 | 1821 | 1831 | 1836 | 1841 | 1846 | 1851 |
| ---- | ---- | ---- | ---- | ---- | ---- | ---- | ---- | ---- |
| 329  | 322  | 356  | 375  | 414  | 397  | 374  | 420  | 441  |

| 1856 | 1861 | 1866 | 1871 | 1875 | 1880 | 1885 | 1890 | 1895 |
| ---- | ---- | ---- | ---- | ---- | ---- | ---- | ---- | ---- |
| 403  | 413  | 415  | 417  | 402  | 419  | 444  | 419  | 403  |

| 1900 | 1905 | 1910 | 1921 | 1926 | 1931 | 1936 | 1946 | 1954 |
| ---- | ---- | ---- | ---- | ---- | ---- | ---- | ---- | ---- |
| 378  | 356  | 375  | 318  | 311  | 324  | 330  | 320  | 302  |

| 1962 | 1968 | 1975 | 1982 | 1990 | 1999 | 2005 | 2010 | 2013 |
| ---- | ---- | ---- | ---- | ---- | ---- | ---- | ---- | ---- |
| 291  | 302  | 327  | 421  | 512  | 618  | 621  | 664  | 642  |

## Lieux et monuments
- Église Saint-Martin, néo-gothique construite en 1860[8] : 
  - Clocher gothique XIIIe/XVe siècle ;
  - Vierge de Pitié[9],[10]  ;
  - Vierge Noire « Notre Dame du Bois Obscur », XVe siècle, objet de pèlerinage[11] ;
  - Christ des Rameaux en bois[12],[13] ;
  - Saint Martin à cheval (pierre), fin XVIe[14],[15]  ;
  - Orgue de Christian Guerrier, de 1992[16].
- Presbytère[17].
- Monument aux morts.

L'église Saint-Martin.
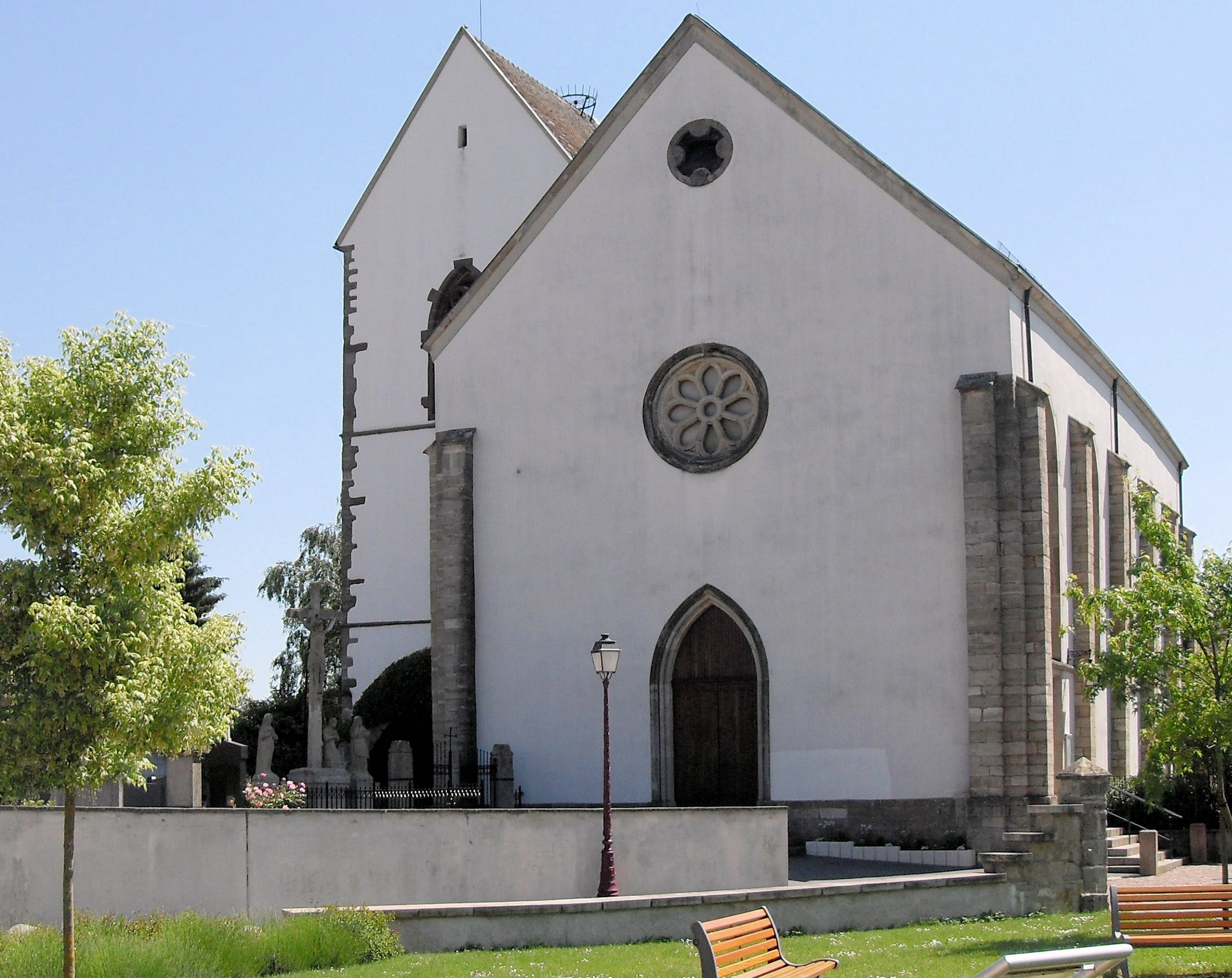
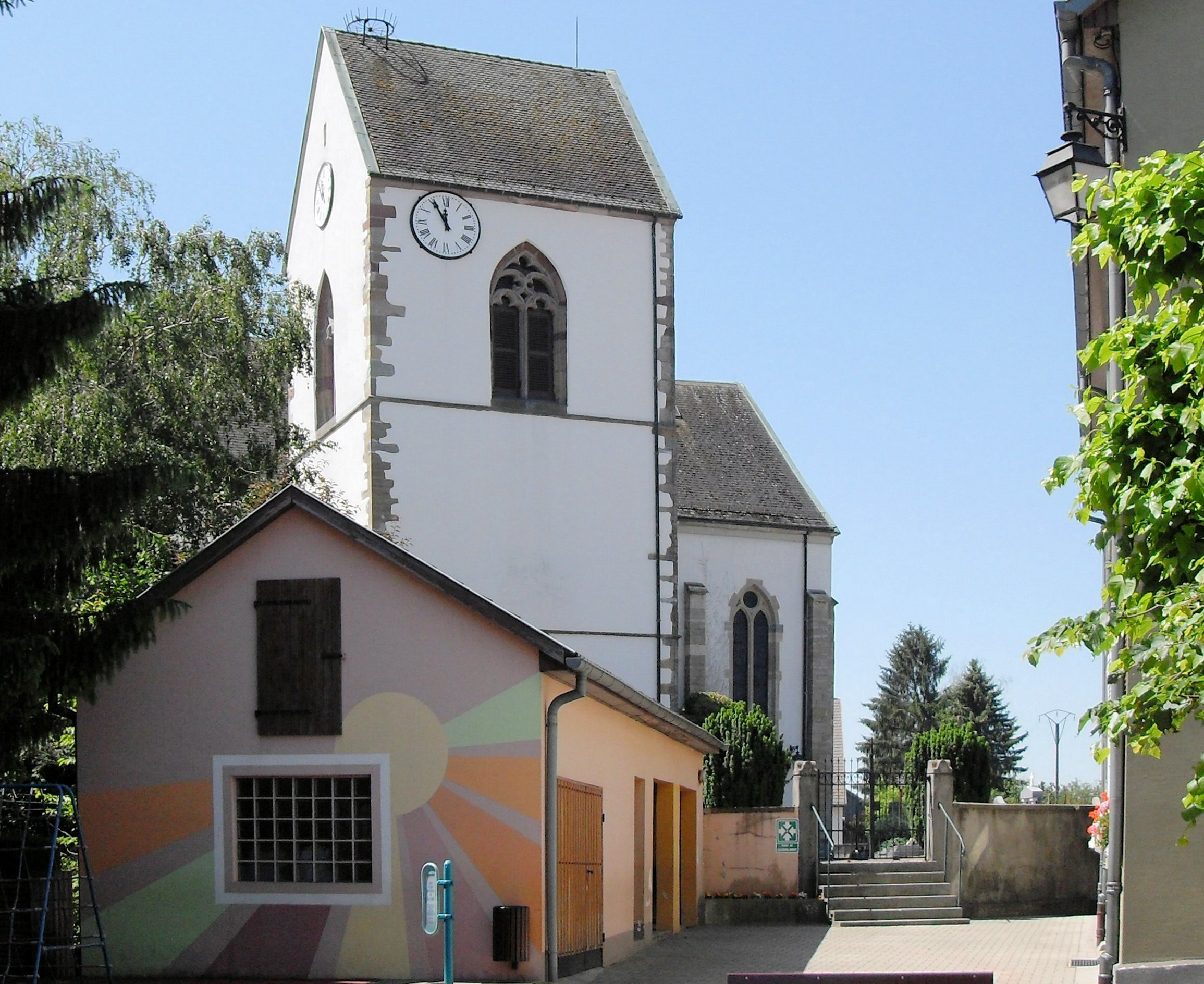

## Personnalités
- Joseph Silbermann, homme politique